# Solo Juster
Solo Juster (n. 1922, București) este un poet de limbă română din Israel.
Este unul din supraviețuitorii lagărelor de muncă obligatorie, pe care la capătul războiului (1941-1945) soarta l-a abandonat singur la Constanța. O vreme lucrează ca muncitor cu brațele în port. Debutează cu versuri în Viața Românească în vara lui 1948.
Anii 1951-1952 îl găsesc student la școala de literatură "Mihail Eminescu" din București. Este reporter. În 1956 , este trimis pe 6 luni în China, Coreea și Vietnam pentru o serie de reportaje. În 1957, la întoarcere, își dă demisia de la Narodnaia Rumânia (redacția publicațiilor pentru străinătate ) renunțând de bună voie și nesilit de nimeni la "calitatea " de membru al partidului comunist...Convingerile sale politice sufereau de o gravă problemă de conștiință.Trece o perioadă grea lucrând ca muncitor într-o fabrică. 
În 1960 ajunge în Israel împreună cu soția sa , prozatoarea Mariana Juster și fetița. Își câștigă existența ca funcționar la poștă, la bancă și ca optician independent. 
În 1966 înființează revista  "Lumea Magazin " a cărui redactor șef este Solo Juster, secretar de redacție Sorin Cunea, și colaboratori Arnold Velureanu, Harry Ber (Canada ) Palty, Marius Godeanu, Davis Grebu și alții. Revista a supraviețuit 18 săptămâni...
În 1985, împreună cu soția sa, înființează cenaclul literar de limbă română "Punct" și bianualul cu acelaș nume existente și astăzi. Participanții care-și aduc aportul lor creator sunt: Dr E. Campus, S. Carmel, L. Carol, A. Fischof, M .Găitan, Moscu Eyal, Mioara Iarhi, Solo Har, A. Strihan, Gina Sebastian, Zoltan Terner, și colaboratori străini oaspeți la cenaclu ca Mira Iosif (Belgia ) St. Iureș , Eveline Fonea Radu Cârneci, reverent Ioan Chirilă (România) Monica Săvulescu (Olanda) și alții. Dealungul anilor au rărit rândurile cenaclului regretații: Ludovic Bruckstein, Leopold Ruga, Moșe Maur, Dr. Ieruhim Roisman, Adrian Zahareanu, Z.B.C, N. Palty,  prof. Vladimir Eșanu, regizorul Pavel Constantinescu și Dr. Elias (fie –e amintirea binecuvântată )

## Opera lirică
Solo Juster este prezentat în antologia de poezie  "Arborele memoriei" ed.  Orion 1992  iar în 1998 îi apare la Institutul European  volumul " Lacrima interioară" 
«text»Este autorul a 12 plachete de versuri:» 
- POEME DE UN BAN
- ULTIMUL ZÂMBET
- SURÎSUL APELOR
- COLUMNA SECUNDELOR
- SENSUL TIMPULUI
- CLIPA SĂRUTULUI
- POEZIA  CEA MAI ACUTĂ
- RUMBA NEAGRĂ
- FIARA LIRICĂ,
- UMBRA,
- AL CINCILEA PUNCT
- CARDINAL
- LACRIMA VERDE.

Toate plachetele cât și colecția bianualului  "Punct" se află la Biblioteca Academiei Române București și la Biblioteca Națională a Universității Ebraice din Ierusalim.
În martie 2007 i-a apărut la București în editura Hasefer volumul de poezii  IARNĂ VERDE .
A fost distins, în România cu premiul " Lucian Blaga" (Cluj-Napoca 1999 ) iar în Israel cu premiul " ARTZI" (Tel-Aviv 2005 )